# バインシレ層
バインシレ層（バインシレそう）またはバヤンシレ層（バヤンシレそう）は、モンゴル国に分布する上部白亜系の地層。Vasiliev et al., 1959 で初めて記載・設立された。

## 説明
バインシレ層は主に石灰質のコンクリーションを伴う多彩な粘土岩と砂岩からなり、灰色の泥岩と黄褐色の中粒砂岩により特徴づけられる。層厚が300メートルに達する最も完全なセクションはゴビ砂漠の東部に見られ、細粒かつしばしば交差層状の灰色砂岩に粘土岩と凝固した地層内礫岩が挟まり、上部には赤色から茶色を呈する泥岩の比較的厚いユニットがある。Baynshire locality と Burkhant locality は主に泥岩・シルト岩・砂岩・礫岩からなり、これら堆積物の大部分は河川起源のものである。バインシレ層に存在した環境は主に河川あるいは湖といった大型の水域を伴うステップ気候で構成された。部分的には湖があったと考えられているが、Baynshire locality の砂岩層の多くでは大規模な斜交層理が見られ、蛇行する大規模な河川系の存在が示唆されているようである。バインシレの時代の後期の間には大河が海と直接接続し、東部ゴビ地域の大部分を流れていたことが示唆される。

### 層序
Jerzykiewicz and Russell によると、バインシレ層は下部と上部の2つの非公式のユニットに区分される。Danilov らは下部の単層がセノマニアン期から前期チューロニアン期のもの、上部の単層が後期チューロニアンからサントニアン期に相当することを示唆した。下部の単層はかつて非常に活発な河川が存在したことを示唆する広範囲の礫岩で構成される一方、上部の単層は砂岩が挟在する泥岩と粘土岩で主に構成されており、これは河川だけでなく湖や他の水域も存在していたことを示唆する。
他の累層との比較に基づき、Jerzykiewicz and Russell はバインシレ層の古動物相が約9300万年前から約8000万年前にあたる後期白亜紀のチューロニアン期から前期カンパニアン期のものと最も良く対応することを示唆した。しかし、バインシレ層の磁気層序学調査からは、バインシレ層が白亜紀の長期の正磁極期のうちに堆積したことが示唆された。この正磁極期はサントニアン期末までしか継続しておらず、セノマニアン期から後期サントニアン期までの約9800万年前から約8300万年前までが可能性のある年代として導かれている。2012年には、Averianov and Sues がゴビ砂漠に由来する数多くの累層を再調査し、また生層序学的産出と過去の年代測定を用い、バインシレ層をセノマニアン期からサントニアン期のものであると考えた。下部の単層は9800万年前から9000万年前（前期セノマニアン - 後期チューロニアン）にあたり、上部の部層は9000万年前から8300万年前（後期チューロニアン - 後期サントニアン）とされた。Kurumada らが2020年に発表したカルサイトのウラン・鉛年代測定法では、得られた 95.9 ± 6.0 Ma および 89.6 ± 4.0 Ma という年代から、バインシレ層の正確な年代は1億200万年前から8600万年前として推定された。

### 対比
大多数の論文著者により、長らくバインシレ層はイレンダバス層と対比される可能性があるとされてきた。これは脊椎動物群集の高い類似性に基づいている。しかし、Van Itterbeeck et al., 2005 はこの対比に反論し、車軸藻と貝虫の群集に基づいてイレンダバス層はより新しいネメグト層とほぼ等しい年代であると結論した。このため、これらの層は後期カンパニアン期から前期マーストリヒチアン期のものとされる。これと異なり、Averianov and Sues はバインシレ層・イレンダバス層・ビセクティ層の対比を提唱した。2015年、Tsuihiji と彼のチームは Van Itterbeeck の用いた微化石群集がマーストリヒチアン期に限定されないこと、および類似する堆積条件・気候条件ゆえにこれらの群集が類似した可能性が最も高いとし、イレンダバス層とネメグト層の対比を相容れないものであるとした。

## バインシレ層の古生物相
生物多様性の面では、バインシレ層で最も豊富な脊椎動物はテリジノサウルス類とカメであり、夥しい化石がその証拠である。それにも拘わらず、ハドロサウルス上科も多く、特に Baynshire locality では無数の化石が産出している。ゴビハドロスの標本もこの産地から産出したものである。加えて、テリジノサウルス科のエルリコサウルスとセグノサウルス、曲竜類のタラルルスとツァガンテギアの間では生態的地位が分割されていたことが報告されている。しかし、バインシレ層の哺乳類は乏しく、ツァガンデルタは2015年時点で記載されている唯一の哺乳類である。
脊椎動物化石の他には、豊富な果実の化石が Bor Guvé locality および Khara Khutul locality から回収されており、特に前者で顕著である。オクラと類似するものの、分類学的位置は不明であり、さらなる調査が求められている。